# Lista szwedzkich nagród literackich
To jest lista nagród związanych z literaturą szwedzką.

## Lista szwedzkich nagród literackich

### Nagrody przyznawane przezAkademię Szwedzką
- Nagroda Akademii Szwedzkiej za Przekład (Svenska Akademiens översättarpris) – przyznawana za najlepszy przekład z języka obcego na szwedzki
- Nagroda Bellmana (Bellmanpriset) – jest przyznawana "dla upamiętnienia naprawdę wybitnego szwedzkiego skalda"
- Nagroda Doblouga (Doblougska priset) – jest przyznawana corocznie jako wsparcie dla szwedzkiej i norweskiej beletrystyki. Co roku jeden laureat jest Szwedem, a jeden Norwegiem
- Nagroda Nordycka Akademii Szwedzkiej (Svenska Akademiens nordiska pris) – nagroda nazywana jest "małym Noblem". Jest drugą co do wysokości nagrodą przyznawaną przez Akademię.
- Nagroda Nobla w dziedzinie literatury (Nobelpriset i litteratur) – nagroda stanowiona testamentem Alfreda Nobla z 1895
- Nagroda Signe Ekblad-Eldh (Signe Ekblad-Eldhs pris) – nagroda jest przyznawana twórcom szwedzkiej literatury pięknej
- Nagroda Finlandii Akademii Szwedzkiej (Svenska Akademiens Finlandspris)
- Nagroda Gerarda Bonniera (Gerard Bonniers pris)
- Nagroda Królewska (Kungliga priset)
- Nagroda Kellgrena (Kellgrenpriset)

### Nagrody przyznawane przezTowarzystwo Dziewięciu

#### Przyznawane corocznie
- Wielka Nagroda Dziewięciu (De Nios Stora pris) – główna nagroda, przyznawana za całokształt twórczości
- Nagroda Lotten von Kræmer – nagroda ustanowiona na cześć założycielki Towarzystwa Dziewięciu Lotten von Kræmer
- Stina Aronsons pris – nagroda została ustanowiona na cześć Stiny Aronson(inne języki)
- Karl Vennbergs pris – nagroda ustanowiona na cześć Karla Vennberga. Jest przyznawana młodym poetom i pisarzom
- De Nios Vinterpris – przyznawana bez podania uzasadnienia
- Nagroda Bożonarodzeniowa Towarzystwa Dziewięciu – przyznawana w okresie świątecznym

#### Przyznawane nieregularnie
- De Nios översättarpris – nagroda za przekład, przyznawana tłumaczom literackim
- John Landquists pris – nagroda została ustanowiona w imieniu Johna Landquista(inne języki)[1]. Jest przyznawana twórcom esejów oraz krytykom literackim[1].
- Samfundet De Nios Astrid Lindgren-pris – przyznawana za twórczość literacką na rzecz dzieci i młodzieży
- Anders och Veronica Öhmans pris – nagroda została ustanowiona w związku z 75. urodzinami Andersa R. Öhmana(inne języki)[2].
- Särskilda pris – przyznawana bez podania uzasadnienia
- De Nios lyrikpris – (do 2020 roku przyznana tylko jednokrotnie, w 2008 roku)[1]

### Nagrody przyznawane przez fundacje, stowarzyszenia, wydawnictwa
- Nagroda Aniary (Aniarapriset) – nagroda szwedzkiego związku bibliotek
- Nagroda Astrid Lindgren (Astrid Lindgren-priset) – nagroda wydawnictwa Rabén & Sjögren dla pisarzy tworzących książki dla dzieci
- Nagroda Augusta (Augustpriset) – nagroda związku wydawców szwedzkich
- Nagroda Berna (Bernspriset) – nagroda przyznawana przez szwedzki PEN-club
- Nagroda Emila (Emilpriset) – nagroda przyznawana przez Akademię Smålandii
- Nagroda Ivara-Lo (Ivar Lo-priset) – nagroda przyznawana przez centralę związków zawodowych LO
- Nagroda literacka Towarzystwa Selmy Lagerlöf (Stiftelsen Selma Lagerlöfs litteraturpris)
- Nagroda Moa (Moa-priset) – przyznawana przez organizację robotniczą ABF
- Nagroda P.O. Enquista (P.O. Enquists pris)
- Nagroda poetycka Towarzystwa Gustafa Frödinga (Gustaf Fröding-sällskapets lyrikpris)
- Nagroda Stiga Dagermana (Stig Dagermanpriset) – przyznawana przez Stowarzyszenie Stiga Dagermana i gminę Älvkarleby
- Nagroda Övralid (Övralidspriset) – przyznawana przez Fundację Övralid
- Osobista Nagroda Ivara Lo-Johanssona (Ivar Lo-Johanssons personliga pris)
- Szklany klucz (Glasnyckeln)

### Nagrody przyznawane przez rząd i samorządy
- Nagroda Eyvinda Johnsona (Eyvind Johnsonpriset) – przyznawana przez gminę Boden
- Nagroda Erika Lindegrena (Erik Lindegren-priset) – przyznawana przez gminę Luleå
- Nagroda literacka Karin Boye (Karin Boyes litterära pris) – przyznawana przez gminę Huddinge
- Nagroda literacka Rady Nordyckiej (Nordiska rådets litteraturpris)
- Nagroda Literacka im. Astrid Lindgren (Litteraturpriset till Astrid Lindgrens minne)
- Nagroda Tranströmera (Tranströmerpriset) – przyznawana przez miasto Västerås

### Nagrody przyznawane przez media
- Nagroda literacka dziennika Aftonbladet (Aftonbladets litteraturpis)
- Nagroda literacka dziennika Borås tidning dla debiutantów (Borås Tidnings debutantpris)
- Nagroda literacka dziennika Göteborgs-Posten (Göteborgs-Postens litteraturpris)
- Nagroda literacka dziennika Svenska Dagbladet (Svenska Dagbladets litteraturpris)
- Nagroda Poetycka Szwedzkiego Radia (Sveriges Radios lyrikpris)
- Nagroda Szwedzkiego Radia za Opowiadanie (Sveriges Radios Novellpris)
- Nagroda Szwedzkiego Radia za Powieść (Sveriges Radios romanpris)
- Nagroda Stiga Carlsona (Stig Carlson-priset)

### Inne nagrody
- Międzynarodowa Nagroda Literacka Domu Kultury i Teatru Miejskiego (Kulturhuset Stadsteaterns internationella litteraturpris) – przyznawana przez Dom Kultury i Teatr Miejski w Sztokholmie
- Nagroda Sixtena Heymana (Sixten Heymans pris) – przyznawana naukowcom i pisarzom przez Uniwersytet w Göteborgu